# Geranium andringitrense
Geranium andringitrense är en näveväxtart som beskrevs av Joseph Marie Henry Alfred Perrier de la Bâthie. Geranium andringitrense ingår i släktet nävor, och familjen näveväxter. Inga underarter finns listade i Catalogue of Life.